# E-Mail-Bankrott
E-Mail-Bankrott (oder E-Mail-Konkurs, engl. email bankruptcy) ist der Zustand, in dem eine große Menge ungelesener oder unbearbeiteter E-Mails nicht mehr beherrschbar erscheinen. Der Begriff wurde 2002 von der MIT-Professorin Sherry Turkle geschaffen und 2004 durch den US-amerikanischen Jura-Professor Lawrence Lessig populär gemacht.
Da immer mehr Menschen mit dem täglichen E-Mail-Aufkommen nicht mehr zurechtkommen, löschen sie ihre Eingangsbox komplett, und schicken an alle bekannten Kontakte eine E-Mail mit der Bitte, alle wichtigen Nachrichten erneut zu übermitteln. Der einzige Ausweg aus dem Kommunikationsdilemma scheint ein kompletter Neuanfang zu sein.